# Per Federspiel
 Per Torben Federspiel, né le 9 avril 1905 à Berlin (Allemagne) et mort le 27 novembre 1994 à Kongens Lyngby (Danemark), est un homme politique danois. Membre du parti Venstre, il est ministre puis président de l'Assemblée parlementaire du Conseil de l'Europe de 1960 à 1963.

## Biographie
Ministre du cabinet Knud Kristensen de 1945 à 1947, il est député du Folketing de 1947 à 1950, puis de 1957 à 1973. De 1951 à 1953, il est membre du Landsting.